# Valer Dorneanu
Valer Dorneanu (n. 21 noiembrie 1944, Corbu, România) este un jurist și fost politician român care în perioada 2016-2022 a ocupat funcția de președinte al Curții Constituționale a României (CCR).

## Biografie
Valer Dorneanu a absolvit Facultatea de Drept a Universității din București în 1967. 
Ulterior absolvirii facultății a fost procuror la Procuratura locală a sectorului 5, respectiv 6 din București între 1967 și 1974. 
Între 1974 și 1980 a fost expert în legislația muncii pentru Uniunea Generală a Sindicatelor din România. 
În 1980 Dorneanu s-a întors în funcția de procuror, de această dată la Direcția de recursuri extraordinare civile din Procuratura generală, funcție pe care a ocupat-o până în 1985.  
Între 1990 și 1992 a fost consilier pe probleme de legislație, al Președintelui României Ion Iliescu. 
Între 1992 și 1995 a fost Ministrul pentru relația cu Parlamentul în Guvernul Nicolae Văcăroiu. 
Între 1995 și 2000 Dorneanu a ocupat funcția de președinte al  Consiliului Legislativ. 
Acesta a fost deputat de Iași în două legislaturi consecutive, între 2000 și 2008. A fost președintele Camerei Deputaților în perioada 2000–2004, iar din 2005 până în 2008 a fost vicepreședinte al Camerei Deputaților.  
Între 2010 și 2012 Dorneanu a fost adjunct al Avocatului Poporului. În iulie 2012 ca urmare a revocării de către Parlament a lui Gheorghe Iancu din funcția de Avocat al Poporului Dorneanu a indeplinit interimar funcția până în iunie 2013 când a fost numit judecător la Curtea Constituțională. 
Valer Dorneanu a fost numit pe 26 martie 2013 judecător al Curții Constituționale de către Camera Deputaților pentru un mandat de 9 ani.
În iunie 2016 a fost ales președinte al Curții, funcție pe care a ocupat-o până în iunie 2022.

## Activitate didactică și politică
Din 2008, Valer Dorneanu este profesor universitar la Universitatea "Nicolae Titulescu" din București.
Acesta a fost membru al Partidului Social Democrat.

## Viața personală
Valer Dorneanu este căsătorit și are doi copii. El este socrul fostului ministru al Afacerilor Interne și fost șef al Poliției Române Petre Tobă.